# Сабер (деревня)
Сабер (мар. Савер) — деревня в Куженерском районе Республики Марий Эл. Входит в состав городского поселения Куженер.

## География
Находится в северо-восточной части республики Марий Эл на расстоянии приблизительно 2 км на северо-восток от районного центра посёлка Куженер.

## История
Известна с 1859 году как казённый починок, в ней было 29 домов, проживало 223 человека. Её основали выходцы из Кичмы Вятской губернии в середине XVIII века. В 1874 году в деревне было 52 двора, проживало 389 человек, русские. В 2005 году в деревне было учтено 21 хозяйство. В советское время работали колхозы «Сабер», «Новая Жизнь», совхоз «Куженерский», позднее СХПК "Совхоз «Куженерский».

## Население
Население составляло 85 человек (мари 47 %, русские 46 %) в 2002 году, 35 в 2010.